# Frontière entre la Colombie et la République dominicaine
La frontière entre la Colombie et la République dominicaine est définie par le traité Liévano Aguirre-Jiménez (d'après les noms des deux ministres des affaires extérieures, Indalecio Liévano Aguirre pour la Colombie et Ramón Emilio Jiménez pour la République dominicaine) intitulé Delimitación de Áreas marinas y Cooperación Marítima, signé à Saint-Domingue le 13 janvier 1978 et ratifié par le Congrès de la République de Colombie le 12 décembre 1978 via la loi N° 38.
La frontière ainsi définie relie les points 15° 02′ 00″ N, 73° 27′ 30″ O, 15° 00′ 40″ N, 71° 40′ 30″ O et 15° 18′ 00″ N, 69° 29′ 30″ O. Au-delà, la limitation doit se faire avec un troisième État.
Le traité établit également une zone de recherche scientifique et d'exploitation piscicole commune de vingt milles de part et d'autre de la frontière.